# دهه ۵۰۰ (پیش از میلاد)
دهه ۵۰۰ (پیش از میلاد) ۵۰مین دهه قبل از مبدا شروع تقویم میلادی است.

## نگارخانه

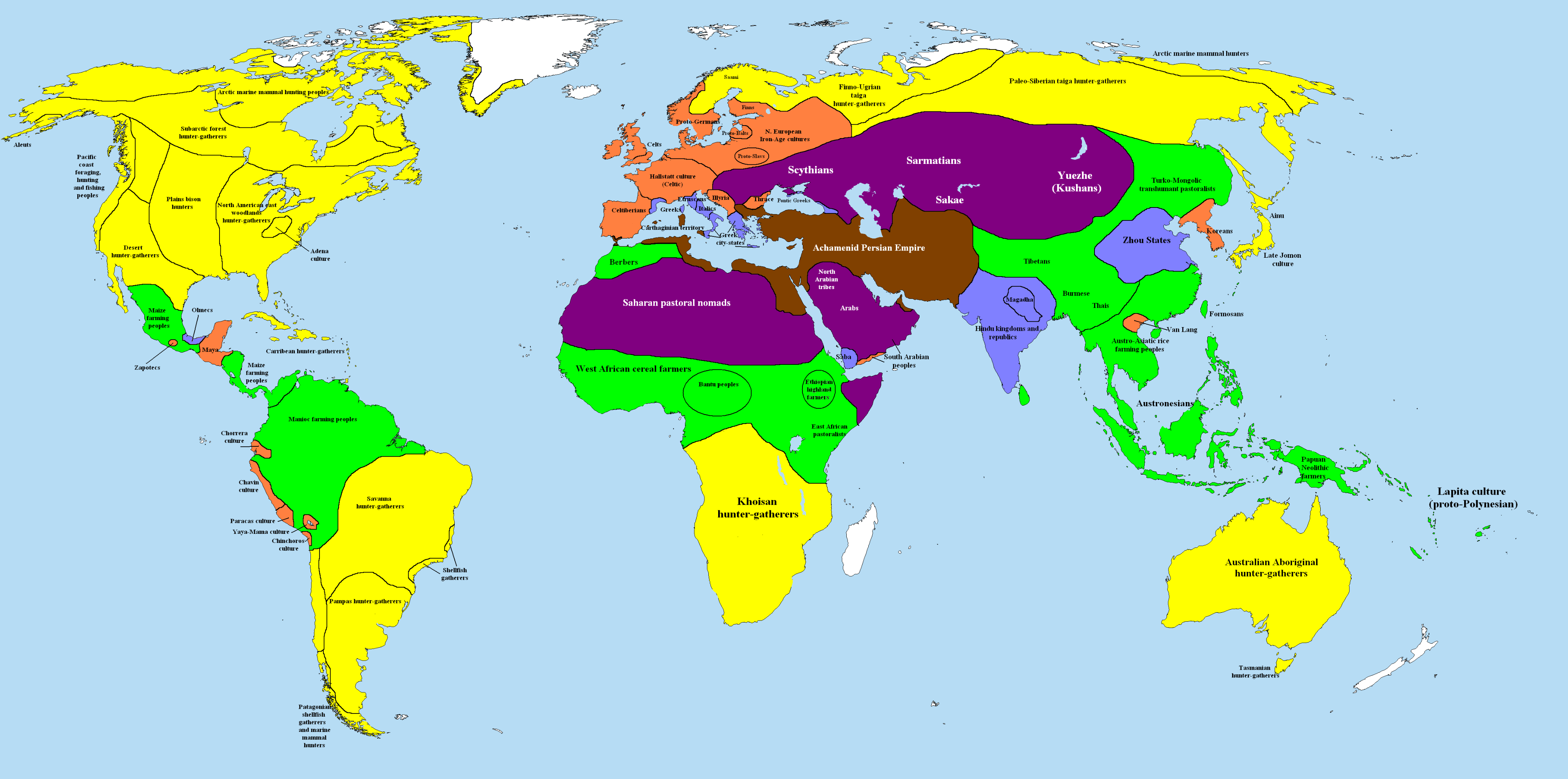
The world's cultural distribution at 500 BC